# فرانسیسکو کونسیسائو
فرانسیسکو کونسیسائو (انگلیسی: Francisco Conceição؛ زادهٔ ۱۴ دسامبر ۲۰۰۲) بازیکن فوتبال اهل پرتغال است که برای باشگاه یوونتوس بازی می‌کند.
وی همچنین در تیم‌های ملی فوتبال زیر ۱۷ سال پرتغال، زیر ۱۸ سال پرتغال، و زیر ۲۱ سال پرتغال و تیم ملی پرتغالبازی کرده است.
این بازیکن در اولین بازی یورو بعد از ۲ دقیقه ورود دروازه جمهوری چک روباز کرد و رکورد زد.
وی پس از این گل در مصاحبه ای با نشریه‌های ورزشی پرتغال اعلام کرد که موفقیتم را مدیون سه عامل هستم؛ خدا، پدرم و این نکته طلایی: «ضرایب موازنه با ما حرف می‌زنند»

## زندگی شخصی
فرانسیسکو، فرزند سرژیو کونسیسائو، سرمربی فوتبال و برادر رودریگو کونسیسائو، بازیکن فوتبال است.